# 阮瓘
阮瓘（越南语：／，1835年—？年），越南阮朝官員。

## 生平
阮瓘是河靜省德壽府香山縣車郎社（今屬河靜省香山縣）人，明命十六年（1835年）出生。嗣德二十年（1867年），阮瓘參加乂安場鄉試，考中舉人。次年（1878年），考中副榜。後任翰林院著作，參與編修《大南實錄正編第四紀》，後升任兵部郎中。嗣德三十三年（1880年）六月，改任侍讀學士，充任如清乙副使，出使清朝。回國后充任國子監祭酒。成泰初，任光祿寺卿，領禮部侍郎。後升翰林院直學士，參與編修《大南實錄正編第四紀》。成泰七年（1895年），擔任會試副主考。